# Kościół św. Andrzeja Boboli w Babinie
Kościół św. Andrzeja Boboli w Babinie – rzymskokatolicki kościół parafialny zlokalizowany we wsi Babin (powiat lubelski). Funkcjonuje przy nim Parafia św. Andrzeja Boboli. 

## Historia
Modernistyczny obiekt wzniesiono w 1938 według projektu Jerzego Siennickiego. Parafia powstała tu w 1939, a wyposażanie wnętrza kościoła dokończono już podczas okupacji niemieckiej. Świątynię konsekrował 12 września 1949 biskup Piotr Kałwa. W 1950 sprowadzono relikwie św. Andrzeja Boboli.

## Architektura
Jednonawowa świątynia jest murowana, a przy niej ulokowano kaplicę. Na wyposażenie składają się przede wszystkim cztery dębowe ołtarze i trzynastogłosowe organy zakupione od parafii w Bełżycach. W ołtarzu głównym umieszczono obrazy św. Andrzeja Boboli oraz Najświętszego Serca Pana Jezusa. Ich twórcą był S. Dylewski. Ołtarze boczne poświęcone są: św. Franciszkowi z Asyżu (lewy) i Matce Bożej Niepokalanie Poczętej (prawy). W kaplicy umieszczono obraz Matki Boskiej Częstochowskiej. Do wyposażenia należy też drewniana chrzcielnica z 1946 ozdobiona płaskorzeźbionym wizerunkiem św. Jana Chrzciciela.

## Tablice pamiątkowe
W mury kościoła wkomponowano dwie tablice pamiątkowe: 
- ku czci żołnierzy Armii Krajowej oddziału „Nerwy”, poległych na Lubelszczyźnie w 1944,
- upamiętniającą żołnierzy Armii Krajowej z Babina i Radawczyka, którzy zginęli 25 lipca 1944 w akcji „Burza”[1].

## Otoczenie
Przy świątyni stoi dzwonnica wykonana ze stalowych szyn i nakryta dachem. Dzwony ze spiżu odlano w 1966 (konsekrował je biskup Piotr Kałwa w 1969). Na lokalnym cmentarzu rzymskokatolickim położone są groby partyzantów, w tym 25 żołnierzy Armii Krajowej z oddziału Wojciecha Rokickiego, którzy polegli 7 czerwca 1944 we wsi Pawlin. Na nekropolii istnieje też współczesna kaplica pogrzebowa.

## Galeria

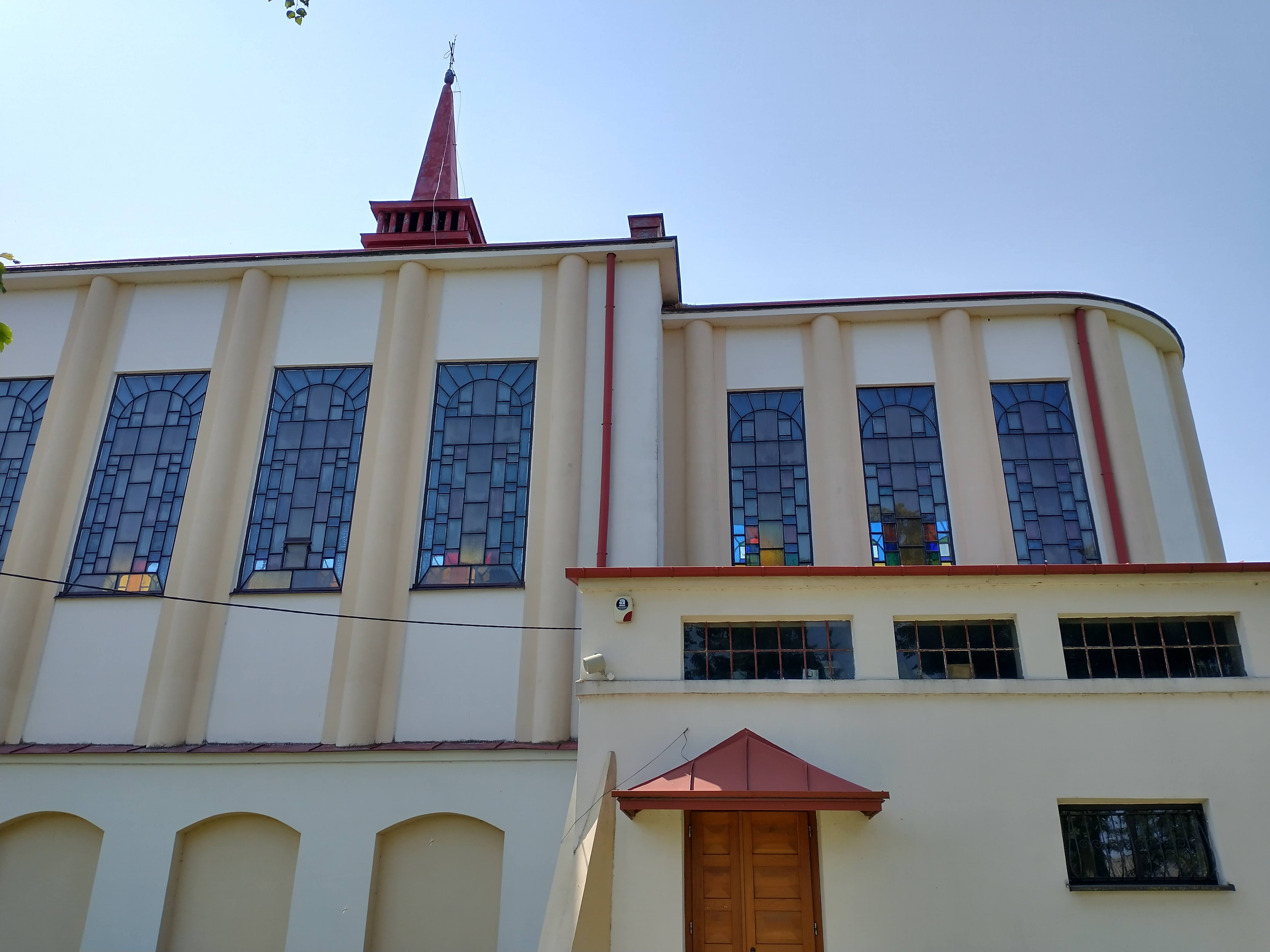
Elewacja boczna
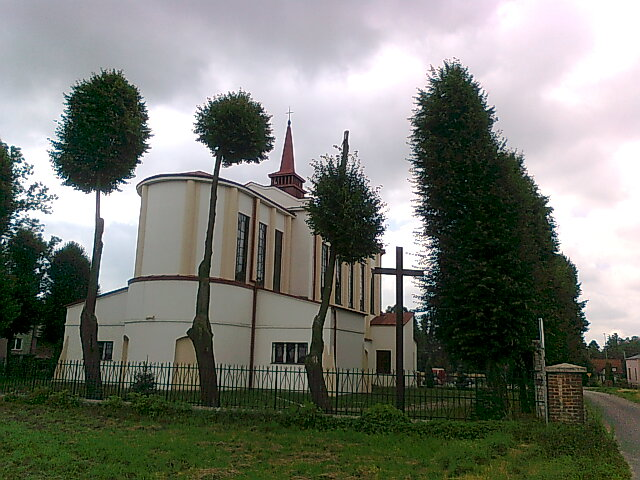
Widok od strony prezbiterium
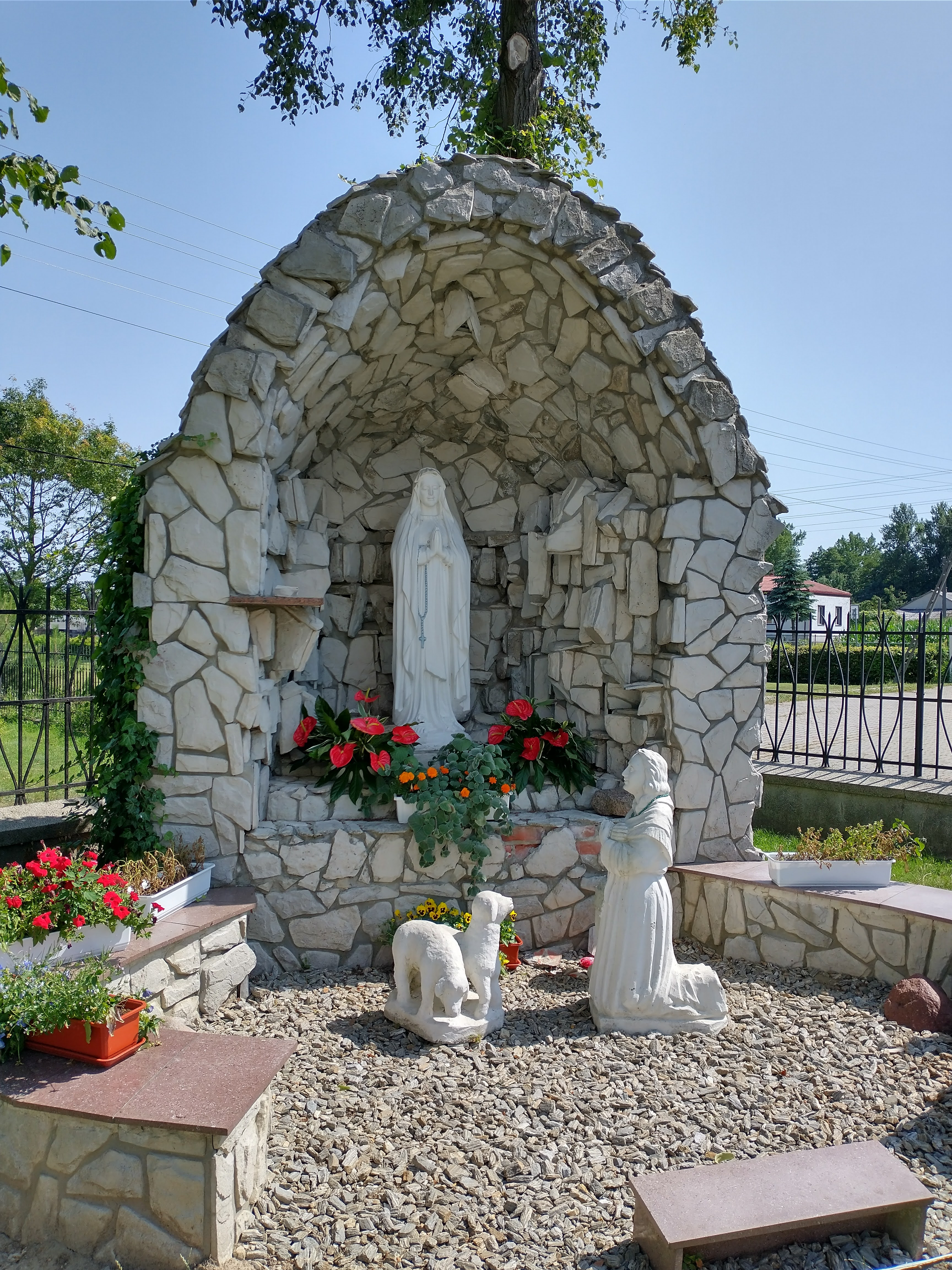
Grota maryjna